# Потенціостатичний метод
Потенціостатичний метод (рос. потенциостатический метод, англ. potentiostatic technique) — електрохімічний метод вимірювання, що заснований на контролеві за величиною електродного потенціалу.
Використовується при електрохімічному аналізі та вивченні кінетики й механізму електродних реакцій.